# Унтершарфюрер
Унтершарфюрер (нем. Unterscharführer) — звание в СС, которое существовало с 1934 по 1945 год. Соответствовало званию унтер-офицер в вермахте. Звание унтершарфюрер было создано во время последовавшей за Ночью длинных ножей реорганизации СС, в ходе которой было создано несколько новых званий, чтобы отделить СС от СА.
Звание унтершарфюрер СС было создано из старого звания СА шарфюрер. После 1934 года звание унтершарфюрер СС стало равно званию шарфюрер СА.
Звание унтершарфюрер было первым унтер-офицерским званием в СС и самым распространённым в СС. 
В Общих СС унтершарфюрер обычно командовал отделением численностью от 7 до 15 человек. Звание также широко использовалось во всех нацистских силовых органах, таких, как Гестапо, СД и айнзатцгруппы.
В концентрационных лагерях унтершарфюреры обычно занимали должность блокфюрера, обязанностью которого было наблюдение за порядком в бараке. Должность блокфюрера стала одним из символов Холокоста, так как именно блокфюреры совместно с зондеркомандами непосредственно осуществляли акции по убийству евреев и других «нежелательных» для Третьего рейха элементов.
В войсках СС звание унтершарфюрер было одним из званий младшего командного состава уровня роты и взвода. Звание было также равно первому кандидатскому званию в офицеры войск СС — юнкер СС.
Так как требования к боевым унтер-офицерам были выше, чем к унтершарфюрерам общих СС, претенденты на это звание подвергались в войсках СС наблюдению и отбору. В течение испытательного срока претендент считался «кандидатом в унтерфюреры», а звание получал после соответствующей оценки, тренировок и экзамена.
Знаки различия унтершарфюрера СС
- Погон
- Петлицы
- Нарукавная нашивка на Маскировочный костюм (лето)
- CC-Юнкер